# Ren Renfa

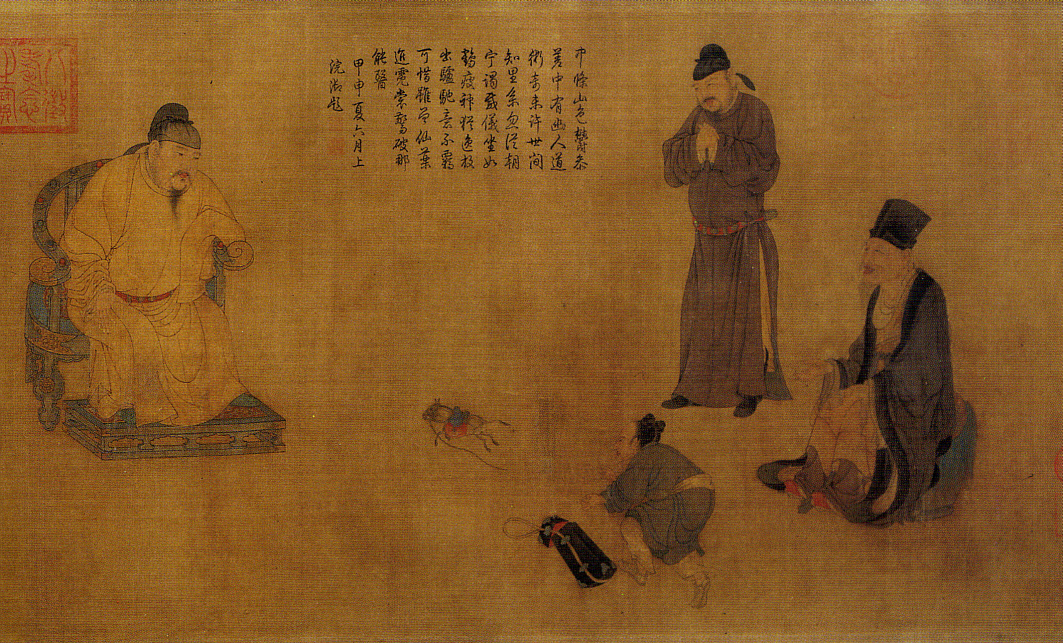
L'emperador Xuanzong dels Tang concedit audiència a Zhang Guo, Museu del Palau de Pequín

Ren Renfa (xinès simplificat: 任仁发; xinès tradicional: 任仁發; pinyin: Rèn Rénfā), també conegut com a Ziming i Yueshan, fou un pintor i expert en matèria d'irrigació que va viure sota la dinastia Yuan. Les dates corresponents al seu naixement (1254) i la seva mort (1327) poden ser aproximades. Originari del que, actualment, és el districte de Qinpu (Xangai). Va estar implicat en els treballs hidrològics en la zona del que avui és Pequín.
Ren fou un notable pintor de gent, cavalls, flors i ocells. El seu estil té moltes semblances amb els dels períodes Tang i Song. D'entre les seves obres destaca Cavall gras i cavall prim.